# Filip Soukup
Filip Soukup (* 14. září 1973) je bývalý československý a český zápasník – klasik.

## Sportovní kariéra
Zápasení se věnoval od útlého dětství společně se starším bratrem Petrem (*1972) v Plzni v klubu TJ Škoda. Připravoval se pod vedením Rudolfa Bayera. Svůj potenciál však nedokázal naplnit shodou okolností. Po sametové revoluci v roce 1989 jeho domovský klub Škoda do dvou let zanikl a pražský klub PSK Olymp (dříve Rudá Hvězda) mu neposkytl adekvátní podmínky pro vrcholovou přípravu. V roce 1994 přišel o post reprezentační jedničky ve váze do 90 kg od Marka Švece, který se připravoval s nejlepšími českými zápasníky té doby Jaroslavem Zemanem a Pavlem Frintou v profesionální klubu Domino. Od roku 1997 se připravoval krátce v Chomutově v klubu ASK Valzap. V roce 1999 se vrátil do Plzně, kde byla obnovena činnost původního zápasnického odbor TJ Škoda nově jako Sokol Plzeň I. Záhy se vrátil do české reprezentace vedené Ervínem Vargou. Ve střední váze do 85 (84) kg se však na olympijské hry v Sydney v roce 2000 a na olympijské hry v Athnénách v roce 2004 nekvalifikoval. Naposledy se olympijské kvalifikace účastnil v roce 2008, když v reprezentaci nahrazoval zraněného Vojtěcha Kuklu.

### Výsledky v zápasu řecko-římském
| Olympijské hry     |    | —  |     |   |   | — |     |   |   | —   |     |     |     | — |  |  |  |
| Mistrovství světa  | —  |    | úč. | — | — |   | úč. | — | — |     | úč. | úč. | úč. |   |  |  |  |
| Mistrovství Evropy | —  | —  | úč. | — | — | — | —   | — | — | úč. | —   | úč. | úč. | — |  |  |  |
| MS olym. nadějí    | —  |    | 2.  |   |   |   |     |   |   |     |     |     |     |   |  |  |  |
| ME olym. nadějí    |    | 7. |     |   |   |   |     |   |   |     |     |     |     |   |  |  |  |
| ME juniorů         | 5. |    |     |   |   |   |     |   |   |     |     |     |     |   |  |  |  |